# 香港少數族裔
香港有不同族裔的人士在香港居住。香港少數族裔是指一些居住在香港的非華裔少數族裔，來自世界各地，主要來自歐美、南亞、東南亞，例如尼泊爾、印度、巴基斯坦、歐美白人、日本人和韓國人等，至於居港的菲律賓人和印尼人有不少是女傭。
在2016年，少數族裔人士數目達584,383人，佔香港人口約8%及較2006年顯著上升約7成。居港少數族裔人士中，撇除外籍家庭傭工後，在 2016 年共有 263 593 名少數族裔人士，佔全港人口3.6%。在香港的少數族裔人士中，大部分為菲律賓人（佔全港所有少數族裔人士的31.5%）、其次是印尼人（26.2%），他們大部分是在香港工作的外籍家庭傭工。其他主要族羣包括南亞裔（14.5%）、混血兒（11.2%）和包含東歐及南美國家在內的白人（10.0%）。在南亞裔人士中，印度人口最多（佔全港所有少數族裔人士的6.2%）、其次是尼泊爾人（4.4%）和巴基斯坦人（3.1%）。 可是隨著香港國安法實施陰霾、香港斬人案頻發令治安惡化和香港政府COVID-19嚴苛防疫政策，愈來愈多的香港人和歐美西方人決定移民外國生活/回鄉生活，令南亞裔人口(因為印巴裔人生育率很高)比重在香港佔比率不斷增加，此情況直到2023年3月香港全面開關後才有輕微改善，在2021年印巴等南亞少數族裔人士人口增加至8.4％。

## 歷史
香港開埠初期，英國政府多次從印度次大陸調派人員，包括軍隊和警務人員到香港，維持治安及打擊貪污。當中以旁遮普省的移民對香港最為重要，因為他們廉潔的生活習慣及強悍的民風，有助打擊香港開埠初期貪污橫行的局面。而在1947年印巴分治前後亦有不少印巴籍人士因局勢動蕩而移居香港，他們主要開設商舖從事生意。
1997年香港主權移交後，雖然有不少南亞移民因為居英權的機會而得以移民英國，但仍有不少人選擇留在香港定居，成為土生土長的南亞裔，其曾祖父、曾祖母生活在香港一百多年以上，其後裔的土生下一代能說粵語（廣東話），較容易融入社會，演員喬寶寶就是其中的一份子。而現在更有不少來自巴基斯坦的新移民不斷往香港移居。
香港警隊自1997年香港主權移交，停止海外招聘計劃後，現時僅餘不足200名外籍人員，大部分均為華裔的本地香港人。但由於居港南亞裔人士有一定數量，警隊已招募一些本地出生的南亞裔警員，以便應付涉及南亞裔人士的案件及提供服務。
2000年代，香港特區政府就種族歧視立法咨詢公眾意見，名為《種族歧視條例草案》。2010年代開始，香港政府介入少數族裔教育，幫助他們融入香港社會，適應香港生活和消除校園歧視。港府亦致力幫助少數族裔融入職場，例如消防處招聘時的能力傾向測試、考試及講義，就由純中文改為中英對照，更有一名非華裔成功獲聘。
根據融樂會於幾年間綜合尼日利亞在香港組織的會員紀錄，於2012年發現香港有1,000名尼日利亞籍的香港居民，當中有300人與香港華人通婚。

## 語言、文字障礙
而現在巴基斯坦等南亞新移民不斷移居香港，不過由於這些第二代南亞裔及新移民的中文能力普遍比其他華裔學生差，對他們日後升學及就業均做成困難。因此，南亞裔新移民在香港大都只能從事銀行護衞和建築工人等藍領職業，但也有極少數在公立學校和津貼學校任教英語。要在香港工作，中文和英文能力都很重要，但他們因為語言障礙（例如不懂讀寫中文或聽講廣東話）而在求職時成為一個未能獲聘的主因。
香港融樂會認為，「普教中」令少數族裔學生失去唯一學習廣東話的機會，而且不少學校為非華語學生開設的中文班程度淺易，未能有效提高非華語學生的中文能力。

## 種族問題
根據於2005年發表的香港中文大學社會工作學系香港種族歧視研究，有三分之二的少數族裔人士認為受到種族歧視。有些參加者相信在找工作時面對的困難與種族歧視無關，只是由於他們缺乏工作經驗及不懂中文所致，由於大部分少數族裔人士不懂講廣東話，因而有感他們低本地人一等。而學習中文則有助減輕歧視問題，超過四分之三少數族裔表示學會講中文後更容易受本地人接納。另外，受訪者認為一些情況是從未或甚少發生的，例如被一名或一群華人襲擊或以身體暴力恐嚇。另一方面，在2017年發生多宗華裔人士被一名或一群非華裔人士襲擊或強姦的個案。
2017年起，以往涉及罪案多发生在油尖旺及深水埗等地的南亞裔逐渐扩展至全港各区南亞裔偷渡問題激增，深水埗区区议员梁文广指，2017年4月在枫树街游乐场才发生南亚帮械斗，相隔數日又有第二波混战，情况愈趋恶化。他亦指，南亚不同种族帮派会为利益及争地盘。街坊恐南亚兵在街头打斗时殃及池鱼，故会在街坊之间的通讯群组，发放及讨论「南亚兵团」消息，互相提醒出入注意安全。
香港學者於Social Work in Public Health 發表文章，指出全港24間精神健康綜合社區中心(ICCMW)中，只有0.68％少數族裔服務使用者，與本港少數族裔在香港人口（8％)不成比例。數據顯示現時的社區服務對少數族裔人士有忽略之嫌。 而少數族裔獲取精神健康服務往往困難重重。

## 家庭傭工
1950年代，灣仔是英美水兵日常消遣的地方。當年灣仔海旁酒吧林立，很多都聘有熱愛音樂的菲律賓樂手。他們在1970年代更有份推動香港樂壇的英文歌熱潮。由1980年代至今，有不少菲律賓人、印尼人和泰國人來香港從事家庭傭工的工作，大都能操流利英語，部分能操簡單廣東話。踏入2000年代中期，來自泰國的新移民開始增加。2005年人口統計居港菲律賓人、印尼人分別約13萬和11萬。

## 僱傭兵
在香港作為英國殖民地期間，尼泊爾的雇傭兵被派到香港維持治安，他們死後遺體也會在香港下葬。他們因為勇敢善戰，所以都被英國軍隊重用。每個僱傭兵也會在身上帶上廓爾喀刀，以便在手槍不能發射或是子彈用完的時候保護自己。後來當兵隊解散後，不少雇傭兵也回到家鄉或成為藍領人士，也有部分留港任職保安員。

## 統計
| 種族   | 種族                               | 2001年  | 2001年  | 2006年  | 2006年  | 2011年  | 2011年  | 2016年  | 2016年  |
| 種族   | 種族                               | 人數    | %       | 人數    | %       | 人數    | %       | 人數    | %       |
| ------ | ---------------------------------- | ------- | ------- | ------- | ------- | ------- | ------- | ------- | ------- |
| 亞洲人 | 菲律賓人                           | 142,556 | 41.4    | 112,453 | 32.9    | 133,018 | 29.5    | 184,081 | 31.5    |
| 亞洲人 | 印尼人                             | 50,494  | 14.7    | 87,840  | 25.7    | 133,377 | 29.6    | 153,299 | 26.2    |
| 亞洲人 | 印度人                             | 18,543  | 5.4     | 20,444  | 6.0     | 28,616  | 6.3     | 36,462  | 6.2     |
| 亞洲人 | 尼泊爾人                           | 12,564  | 3.7     | 15,950  | 4.7     | 16,518  | 3.7     | 25,472  | 4.4     |
| 亞洲人 | 巴基斯坦人                         | 11,017  | 3.2     | 11,111  | 3.2     | 18,042  | 4.0     | 18,094  | 3.1     |
| 亞洲人 | 泰國人                             | 14,342  | 4.2     | 11,900  | 3.5     | 11,213  | 2.5     | 10,215  | 1.7     |
| 亞洲人 | 日本人                             | 14,180  | 4.1     | 13,189  | 3.9     | 12,580  | 2.8     | 9,976   | 1.7     |
| 亞洲人 | 韓國人                             | 5,263   | 1.5     | 4,812   | 1.4     | 5,209   | 1.2     | 6,309   | 1.1     |
| 亞洲人 | 其他南亞裔 (孟加拉 、斯里蘭卡人等) | 1,718   | 0.5     | 2,002   | 0.6     | 2,345   | 0.5     | 4,847   | 0.8     |
| 亞洲人 | 其他亞洲人                         | 5,854   | 1.7     | 5,849   | 1.7     | 4,693   | 1.0     | 8,433   | 1.4     |
| 白人   | 英國人                             | 18,909  | 5.5     | 36,384  | 10.6    | 55,236  | 12.2    | 58,209  | 10.0    |
| 白人   | 其他歐洲人                         | 9,968   | 2.9     | 36,384  | 10.6    | 55,236  | 12.2    | 58,209  | 10.0    |
| 白人   | 美國人、加拿大人                   | 9,334   | 2.7     | 36,384  | 10.6    | 55,236  | 12.2    | 58,209  | 10.0    |
| 白人   | 澳洲人、新西蘭人                   | 6,883   | 2.0     | 36,384  | 10.6    | 55,236  | 12.2    | 58,209  | 10.0    |
| 白人   | 其他白人                           | 1,490   | 0.4     | 36,384  | 10.6    | 55,236  | 12.2    | 58,209  | 10.0    |
| 混血兒 | 華人父或母                         | 16,587  | 4.8     | 14,932  | 4.4     | 24,649  | 5.5     | 53,581  | 9.2     |
| 混血兒 | 其他混血兒                         | 2,854   | 0.8     | 3,160   | 0.9     | 4,352   | 1.0     | 11,674  | 2.0     |
| 其他   | 黑人                               | 561     | 0.2     | 841     | 0.2     | 1,335   | 0.3     | 3,731   | 0.6     |
| 其他   | 其他 (拉丁美洲人等)                | 833     | 0.2     | 1,331   | 0.4     | 1,335   | 0.3     | 3,731   | 0.6     |
| 總計   | 總計                               | 343,950 | 343,950 | 342,198 | 342,198 | 451,183 | 451,183 | 584,383 | 584,383 |